# Andrea (singolo)
Andrea è un singolo del rapper italiano Bresh, pubblicato il 18 febbraio 2022 come terzo estratto dal secondo album in studio Oro blu.

## Tracce
1. Andrea – 3:05